# East Side Access
| Streckenlänge: | 3,2 Meilen / ≈ 5,15 km                          |  |  |
| Spurweite: | 1435 mm (Normalspur)                            |  |  |
| |                                                 |  |  |
| \| \| Grand Central Terminal \| \| \| Abzweig Metro-North Railroad \| \| \| Lexington Av/63 St \| \| \| East River Unterführung \| \| \| Roosevelt Island \| \| \| East River Unterführung \| \| \| 21 St-Queensbridge Sta \| \| \| Queens-Sunnyside Yard \| \| \| Abzweig zu East River Tunnels und Penn Station \| \| \| Sunnyside LIRR (Übergang zu Queens Plaza ) \| \| \| Strecken nach Port Washington oder nach Jamaica \| |                                                 |  |  |
| Kopfbahnhof Streckenanfang (im Tunnel) · Kopfbahnhof Streckenanfang (im Tunnel) | Grand Central Terminal                          |  |  |
| Strecke (im Tunnel) · U-Bahn-Strecke von links (im Tunnel) · Strecke nach links (im Tunnel) | Abzweig Metro-North Railroad                    |  |  |
| Strecke (im Tunnel) · U-Bahn-Bahnhof (im Tunnel) | Lexington Av/63 St                              |  |  |
| | East River Unterführung                         |  |  |
| Strecke (im Tunnel) · U-Bahn-Bahnhof (im Tunnel) | Roosevelt Island                                |  |  |
| | East River Unterführung                         |  |  |
| Strecke (im Tunnel) · U-Bahn-Bahnhof (im Tunnel) | 21 St-Queensbridge Sta                          |  |  |
| Tunnelende · U-Bahn-Strecke nach links (im Tunnel) | Queens-Sunnyside Yard                           |  |  |
| Abzweig geradeaus und von halbrechts | Abzweig zu East River Tunnels und Penn Station  |  |  |
| Bahnhof | Sunnyside LIRR (Übergang zu Queens Plaza )      |  |  |
| Abzweig geradeaus und nach links | Strecken nach Port Washington oder nach Jamaica |  |  |

Überblickskarte East Side Access

East Side Access ist ein vollendetes Infrastrukturprojekt, das seit dem Jahr 2023 den New Yorker Bahnhof Grand Central Madison mit dem Schienennetz der Long Island Rail Road verbindet.

## Projektziele
Vor der Eröffnung von East Side Access hatten Züge der Long Island Rail Road, deren Einzugsbereich die Stadtteile Queens und die Vororte auf Long Island sind, nur einen Haltebahnhof in Manhattan: Die auf der West Side gelegene Penn Station. Dies bedeutete, dass Pendler, die auf der East Side von Manhattan arbeiten, auf die U-Bahn oder andere Verkehrsmittel umsteigen und zurückfahren mussten, um zu ihrem Arbeitsplatz auf der Ostseite der Stadt zu gelangen. Alternativ können sie auch schon in Queens in die U-Bahn umsteigen. Ein wesentliches Ziel des Projektes ist es deshalb, die Fahrzeit für Pendler aus dem Osten der Stadt zu verringern.
Ein weiteres Ziel ist es, die bereits bestehenden Eisenbahntunnel unter dem East River und die Penn Station, die von Amtrak, New Jersey Transit und der Long Island Rail Road genutzt werden, zu entlasten.
Mittelbare Projektziele sind, den öffentlichen Personennahverkehr in New York City und der Region attraktiver zu machen, um somit den Straßenverkehr und die damit verbundene Luftverschmutzung zu verringern und die wirtschaftliche Leistungsfähigkeit der Region zu erhöhen.

## Projektbeschreibung
Das East-Side-Access-Projekt bestand darin, einen Abzweig von der Long Island Rail Road auf Höhe der Sunnyside Railyards in Queens anzulegen und die Trasse dann unterirdisch Richtung Westen zu einem bestehenden Tunnel unter dem East River zu führen. Dieser Tunnel ist doppelstöckig und erreicht Manhattan auf Höhe der 63. Straße. Auf der oberen Ebene verläuft die IND 63rd Street Line mit der U-Bahn-Linie F der New Yorker U-Bahn, die untere Ebene wurde seit den 1970er Jahren als Rohbau vorgehalten und erst ab 2007 im Rahmen von East Side Access ausgebaut.
Vom Ende dieses älteren Tunnels ließ die New Yorker Verkehrsgesellschaft, die Metropolitan Transportation Authority, einen neuen Tunnel Richtung Süden entlang der Park Avenue unter den bereits bestehenden Tunnelanlagen der Metro-North Railroad zum Grand Central Terminal bauen. Ein neuer Bahnhof wurde im Bereich der Madison Avenue zwischen 43. und 48. Straße angelegt. Dieser Bahnhofsteil erhielt den Namen Grand Central Madison. Er besteht aus zwei Kavernen mit jeweils zwei Bahnsteigebenen, so dass Grand Central Madison insgesamt acht Gleise an vier Bahnsteigen hat.
Die Projektkosten stiegen im Bauverlauf bis auf 11 Milliarden US-Dollar. Die Inbetriebnahme erfolgte im Januar 2023.

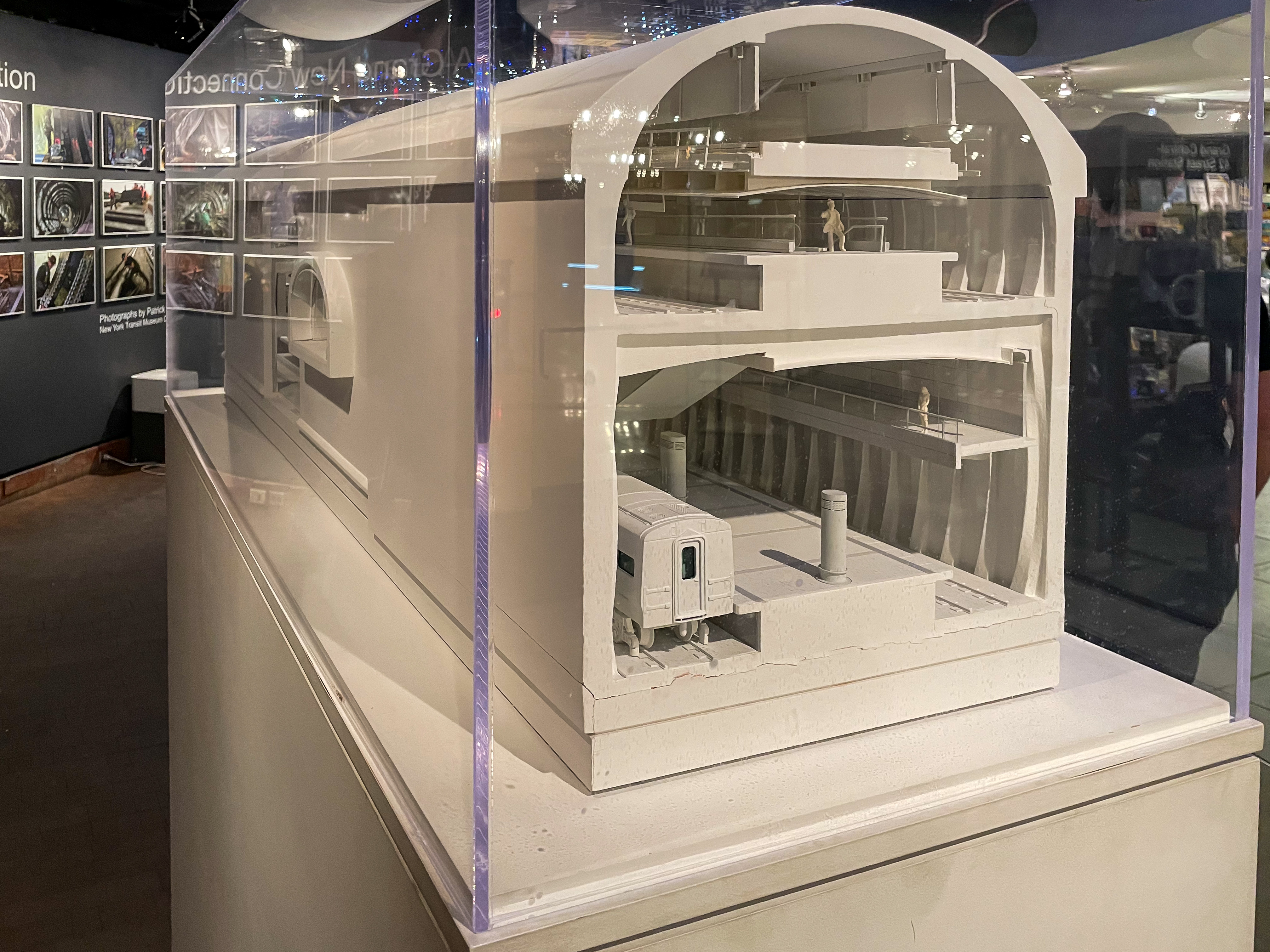
Modell mit Querschnitt durch eine der beiden Bahnhofs-Kavernen
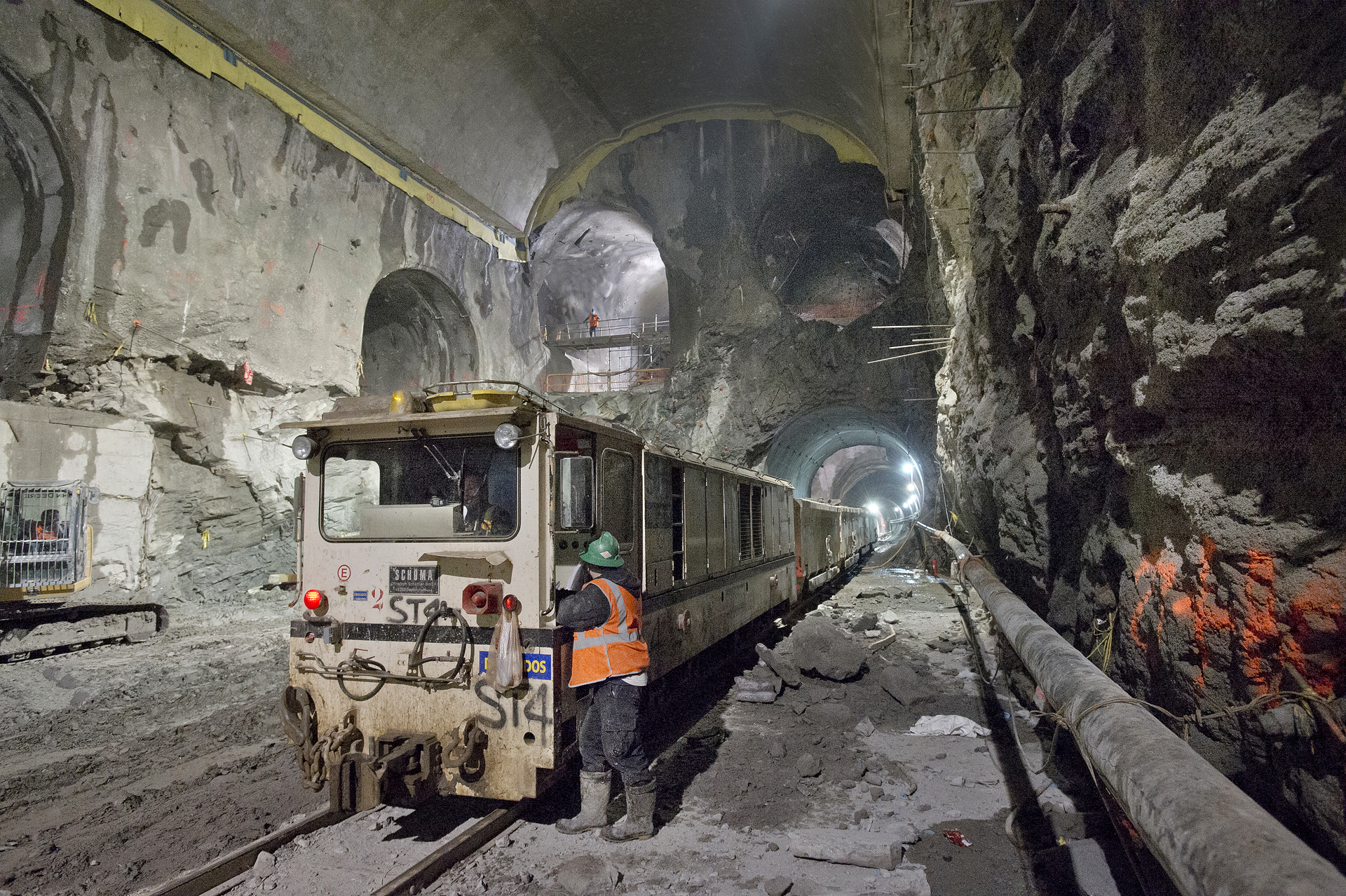
Baufortschritt in einer der beiden Manhattan Station-Kavernen im Februar 2013
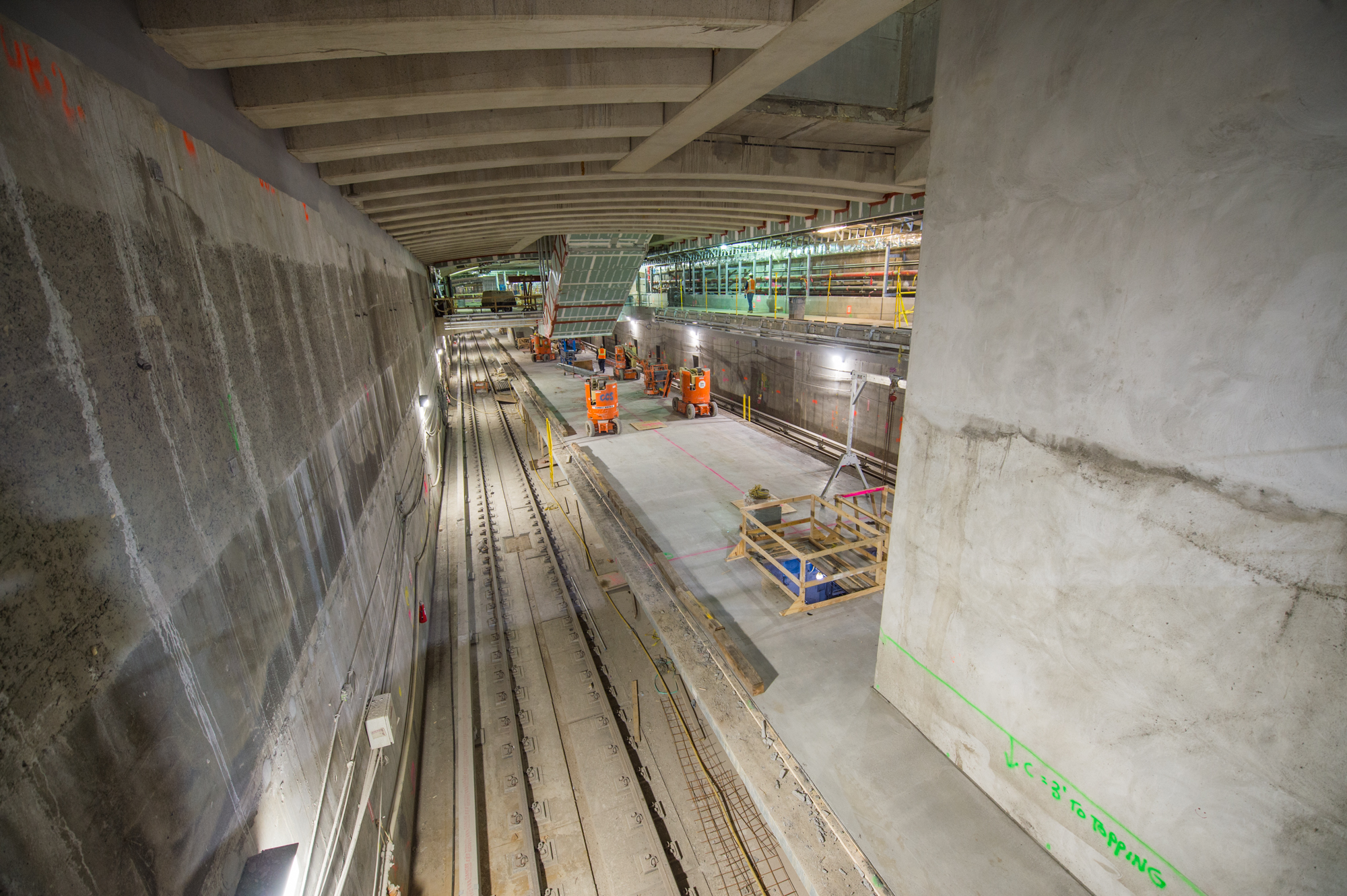
Eine der unteren Bahnsteigebenen im Januar 2019
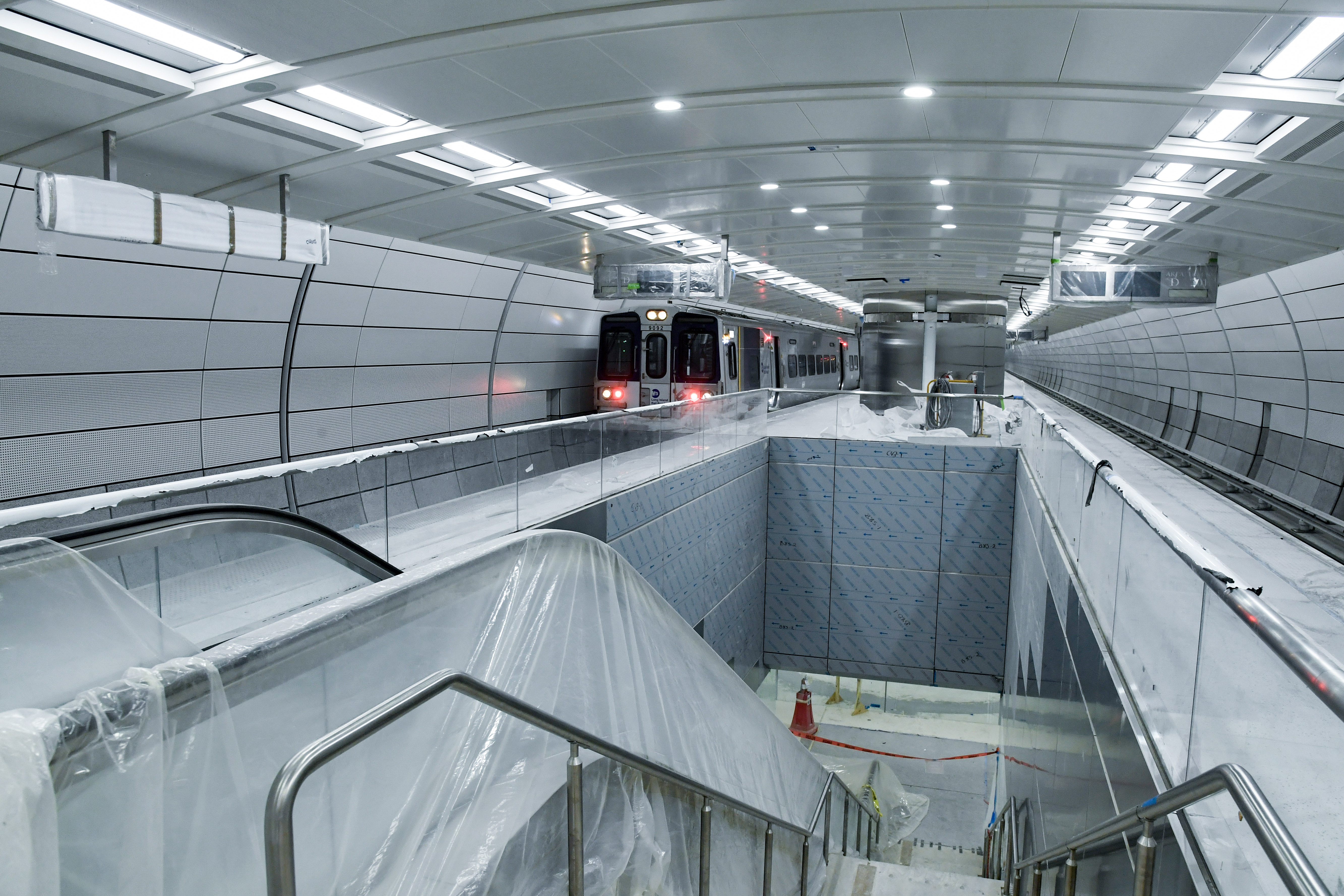
Präsentationsfahrt eines LIRR-Zuges auf einer der oberen Bahnsteigebenen im Oktober 2021